# きみと、波にのれたら
『きみと、波にのれたら』（きみと、なみにのれたら）は、2019年6月21日公開の日本のアニメーション映画である。
2019年度 アヌシー国際アニメーション映画祭 長編コンペティション部門正式出品作品、第22回上海国際映画祭 金爵賞アニメーション最優秀作品賞、第52回シッチェス・カタロニア国際映画祭長編アニメーション部門最優秀賞を受賞している。第23回文化庁メディア芸術祭アニメーション部門審査委員会推薦作品。

## 概要
監督は『劇場版クレヨンしんちゃんシリーズ』に初期より参加し、その後『マインド・ゲーム』や『四畳半神話大系』、『ピンポン THE ANIMATION』などを手がけ、『夜は短し歩けよ乙女』で第41回日本アカデミー賞 最優秀アニメーション作品賞を受賞した湯浅政明。
同作は同監督の『夜明け告げるルーのうた』(2017年度のアヌシー国際アニメーション映画祭にてクリスタル賞（グランプリ）受賞作)と同様の海洋系アニメ映画であるが、今回はファンタジー映画であると同時にラブストーリー的要素を持つ。 主演は片寄涼太（GENERATIONS from EXILE TRIBE）と川栄李奈のダブル主演。なお、片寄は声優初挑戦で主演、川栄は劇場版アニメ映画初主演となる。

## あらすじ
向水ひな子は、幼少期を過ごした海辺の町にある大学に進学し、一人暮らしを始める。サーフィン好きな彼女は、自宅近くの海岸で連日波に乗る生活を送っていた。そんなある日、近くの廃ビルで上げられていた無許可花火の火の粉が原因で、ひな子の住むマンションで火災が発生、逃げ遅れたひな子は、屋上からはしご車によって救出された。その消防隊員である雛罌粟港とひな子は後日サーフィンのデートを楽しみ、親密な関係になる。サーフィンは初心者ながら、オムレツをきれいに調理し、コーヒーを豆から挽いて作る港に、ひな子は「何でもできる人」と憧れを抱く。一方の港は、自分が消防士になったのは幼少期に海で助けられた経験から、人助けをする仕事がしたいと思ったからだとひな子に打ち明けた。二人はクリスマスにデートスポットである千葉ポートタワーに行き、そのあとは二人きりになって愛を確かめ合った。だが、それから間もない雪の朝、一人でサーフィンに行った港は、水難者を助けようとして命を落としてしまう。さらに、港が大事にしていたサーフボードは真っ二つに折れていた。
落ち込んで海から離れた場所に転居したひな子の元に、港の妹である洋子と後輩消防士の川村山葵が訪れ、職場にあった港の遺品を渡した。その中に港のスマートフォンがあったもののパスワードがわからず、画面を開けなかった。そんな矢先、ひな子が以前港と口ずさんだ歌を歌ったところ、近くの水中に港が現れたような経験をする。何度かそれを繰り返して、「歌を歌えば水中に港が出現し、会話もできる」ことを確認したひな子は、浮き袋や水筒の中に港を出現させ、それを持参して「デート」を繰り返した。だが、周囲からは港の姿は見えず、不審がられる。
「デート」先でひな子がナンパされかけたとき、港は自分が何もできないことを感じる。一方、ひな子は港のリクエストでサーフィンに出かけたが、海に入ることができなかった。ひな子に港は「ひな子が自分の波に乗ることができるまで応援する」と話す。ある日、ひな子はバイト先で山葵から好意を抱いていることを打ち明けられ、動揺する。外に飛び出したひな子はそこで、トラックと乗用車が接触して炎上する交通事故を目撃し、港なら助けられると呼ぶ。港は水を出す不思議な力で火を消し止めたものの、水がなくなると港が天に昇るように姿を消すのをひな子は目にした。山葵はひな子に、港はもういない、今のひな子の姿を港は望んでいないと話すとともに、港がひな子を「僕のヒーロー」と呼んでいたことを伝える。逃げるようにひな子は帰宅して再度港を呼び出し、「自分がお願いばかりしすぎた」と話す。それからひな子は港を呼び出さなくなった。
港の実家を訪れたひな子は、港が幼少期に海で救われた詳細を知る。それはひな子自身の記憶にあった。港を助けたのはひな子だったのだ。ひな子はその日付を確認してスマートフォンに入力し、港の最後のメッセージを見ることができた。
ひな子はライフセービングの資格を取ろうとする。だが人工呼吸の訓練では港の最期を思い出して続けられなかった。ある日、洋子のバイト先にいた客の集団の会話から、彼らが昨年の無許可花火の犯人で再び花火を上げようとしているのを、洋子とひな子は知る。二人は犯行現場を押さえるため、集団の後について「巨大クリスマスツリー」のある廃ビルに忍び込む。無許可花火から今回も火災が発生し、ひな子と洋子は上層部に取り残される。港に頼るまいとするひな子だったが、怯える洋子の姿に山葵の言葉と港が本当に望んでいることに気付き歌ったとき、大量の水とともに港が現れ、「波に乗れ」と話しかける。ひな子は洋子と流れてきた担架を使って港が起こした波に乗り、無事に地上に降りることができた。それを見届けて港は昇天する。
次のクリスマス、カップルになった山葵と洋子は、ひな子のライフセービング合格を祝して、千葉ポートタワー近くでひな子を食事に招いた。二人と別れたあと、ひな子は近くの人工池で歌いかけるが港は現れず、涙をこぼす。そこへ、来訪者のメッセージを読み上げるタワーの放送に一年前の港のメッセージが流れ、ひな子は号泣した。
やがてライフセーバーとなったひな子は、一人で波に乗るのだった。

## 登場人物
雛罌粟港（ひなげし みなと）
声 - 片寄涼太（GENERATIONS from EXILE TRIBE）、山崎智史（子供時代）
本作の主人公。消防士。真面目な性格の努力家で、仕事もしっかりとこなし、誰からも慕われている。サーフィンをするときはスナメリが描かれているサーフボードをよく使っていた。カナヅチ。共働きの両親の代わりに料理を担当している。妹の洋子曰く、何でもできる頑張り屋で、喫茶店を開く夢を持っていた。ひな子からは「何でもできる」と評されていたが、本人は何をやっても失敗続きだったと自身の過去を語っていた。しかし、少年時代に波打ち際で海に出ようとする孵化したばかりの亀の子供の懸命な姿を見てから何事にも一生懸命に取り組むようになった。遭難者を助けようとして命を落とすが、その魂は一時的に現世に繋ぎ止めていた（ひな子にだけは見える）。
向水ひな子（むかいみず ひなこ）
声 - 川栄李奈、木野日菜（子供時代）
本作のもう1人の主人公。サーフィンが得意な大学生で、学科は海洋学科。将来について確かな映像が描けずに悩んでいる。学業とサーフィンの傍ら、花屋でアルバイトをしている。姓をよく「むこうみず」と読み間違えられる。実家は造園業を営んでいる。家族構成は両親と兄。好物はオムライスだが、オムレツはうまく作れずにいる。水着は黄色いビキニを着用。港と恋人になり肉体関係もあった（夏祭りの後に僅か数秒だが全裸の二人が愛し合う描写が挿入されている）が、不慮の事後で港を失い塞ぎ込んでいたところ、ひな子だけが港が見えるようになる。港の死から1年後、オムレツをうまく作れるようになり、ライフセーバー免許も習得した。
雛罌粟洋子（ひなげし ようこ）
声 - 松本穂香
港の妹で高校二年生。自分の気持ちに素直になれないぶっきらぼうな性格ではあるが、兄の港にだけは素直になれる。「恋なんてアホのすること」が口癖で当初はひな子にも好意は抱いていなかった。兄からは口の悪さからヒョウモンダコ（唾液腺に毒がある）と呼ばれていた。長く不登校をしていたが、ひな子と出会った頃から学校に通うようになる。そのきっかけは山葵からの励ましで、それ以降は山葵に想いを寄せる。とはいえ、山葵がひな子への恋心を相談してきたときには、思わず乱暴な態度を取った。兄の死後、その遺志を実現させたいという思いから、勉強のため喫茶店で働く。無許可花火の犯人を捕まえるために自分でその現場を押さえようとするなど、正義感は強いながら無茶なこともする。兄の死から約1年の間に当初は一方的に嫌っていたひな子との仲も改善し、また山葵とも恋人同士になった。
川村山葵（かわむら わさび）
声 - 伊藤健太郎
新人消防士で港の二つ年下の後輩。人懐っこい性格ではあるが、消防士としての腕前はまだまだ港に及ばず、失敗を繰り返している半人前。自分自身に自信が持てず悩んでいた。彼の一言が洋子に再び学校に通う勇気を与え、以後は想いを寄せられるも、本人はひな子に恋愛感情を抱いており、洋子の気持ちには気付いていなかった。港の死後にひな子に告白したものの、未だ港に心のあるひな子には受け入れてはもらえなかった。港の死から1年近く経つ頃には消防士として一人前になり、想いを寄せられていた洋子と恋人同士になった。
ひな子の母
声 - 堀越真己
順子
声 - 大地葉
愛
声 - 西川舞
ポートタワーのアナウンス
声 - 濱野大輝
小隊長
声 - 杉村憲司
中隊長
声 - 河本邦弘
大隊長
声 - 喜山茂雄
男A
声 - 濱健人
男B
声 - 石谷春貴
茅ケ崎カフェのおばあさん
声 - 井上カオリ
茅ケ崎カフェのおじいさん
声 - 本多新也
女A
声 - 弘松芹香
女B
声 - 櫻庭有紗
部長
声 - 蒔村拓哉
山代
声 - 武田太一
男5
声 - 熊谷健太郎
男G
声 - 大泊貴揮
男H
声 - 真木駿一
小隊長2
声 - 露崎亘
男C
声 - 広瀬裕也
男D
声 - 奥田寛章
男E
声 - 菊池幸利
男F
声 - 野上翔
女C
声 - 阿部里果
女D
声 - 依田菜津
警官1
声 - 西谷修一
携帯のアナウンス
声 - 米本早希
男8
声 - 柳生拓哉
花屋の女1
声 - 鈴木唯
花屋の女2
声 - 堤礼実
花屋の女3
声 - 永尾亜子

## スタッフ
- 監督：湯浅政明
- 脚本：吉田玲子[2]
- 音楽：大島ミチル[2]
- 製作：山口真、市川南、湯浅政明、弓矢政法、久保雅一、森田圭、渡辺章仁
- 企画：松崎容子
- エグゼクティブプロデューサー：種田義彦
- プロデューサー：岡安由夏、Eunyoung Choi
- 共同プロデューサー：小原一隆、塩入大介
- キャラクターデザイン・総作画監督：小島崇史
- フラッシュアニメーションチーフ：Abel Gongora
- 美術監督：赤井文尚
- 色彩設計：中村絢郁
- 撮影監督：福士享
- 編集：廣瀬清志
- 音響演出：笠松広司
- アフレコ演出：木村絵理子
- アニメーション制作：サイエンスSARU
- 製作：「きみと、波にのれたら」製作委員会（フジテレビジョン、東宝、サイエンスSARU、ジェイアール東日本企画、小学館、KDDI、ローソンエンタテインメント）
- 配給：東宝

## 主題歌
「Brand New Story」
歌：GENERATIONS from EXILE TRIBE（rhythm zone）
また、本編でも港役の片寄とひな子役の川栄が同曲を歌うシーンがある。この歌の収録は、当初二人が別録りする予定だったが、片寄の発案で実際にデュエットする形に変更された。

## 舞台のモデル
銚子市や釣ヶ崎海岸（長生郡一宮町）、千葉ポートタワーなど千葉県に実在する場所が舞台のモデルとして使用されており
いすみ鉄道いすみ線も登場する。一方、湘南の海が登場する場面もあり、『公式ビジュアルストーリーbook』では茅ヶ崎市周辺がモデルと紹介されている。主人公たちの日常生活の場は千葉県がモデルとなっているが、港と山葵の勤務する消防署の建物は、茅ヶ崎市消防本部茅ヶ崎市消防署海岸出張所がモデルである。そのほか制作にあたって、一宮うみがめを見守る会、一宮町役場、千葉科学大学、千葉県企業局、長生郡市広域市町村圏組合消防本部などの千葉県の団体から協力を得た。ひな子たちが住む町は「片宮」という架空の名称だが、港と山葵の勤務する消防署には、長生郡市広域市町村圏組合消防本部のマスコットである「消防戦隊チョウセイジャー」のポスターが貼られている。

## メディア展開
小説
2019年6月6日に、豊田美加の執筆による『小説 きみと、波に乗れたら』が小学館文庫から発売された。
漫画
キアチマチの作画による漫画版が、2019年5月24日にフラワーコミックスより刊行された。

## 賞歴
- 第22回上海国際映画祭金爵賞 最優秀アニメーション作品賞[4]
- 第23回ファンタジア国際映画祭今敏賞[15]
- 第52回シッチェス・カタロニア国際映画祭長編アニメーション部門最優秀賞[5]
- 2019年スコットランド・ラブズ・アニメーション審査員賞[16]